# Paliavana prasinata
Paliavana prasinata är en tvåhjärtbladig växtart som först beskrevs av Ker Gawl., och fick sitt nu gällande namn av George Bentham. Paliavana prasinata ingår i släktet Paliavana och familjen Gesneriaceae. Inga underarter finns listade i Catalogue of Life.

## Bildgalleri

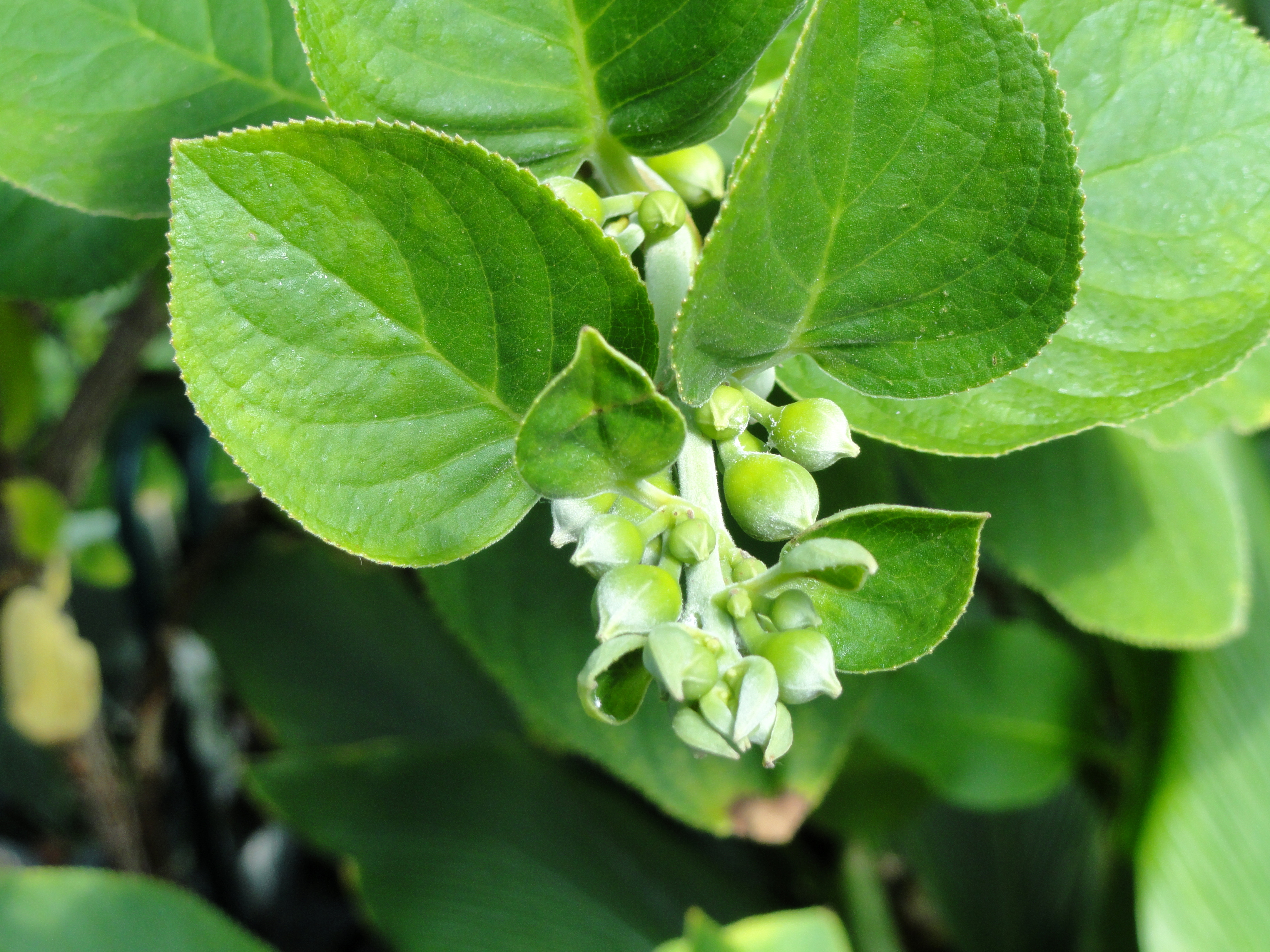
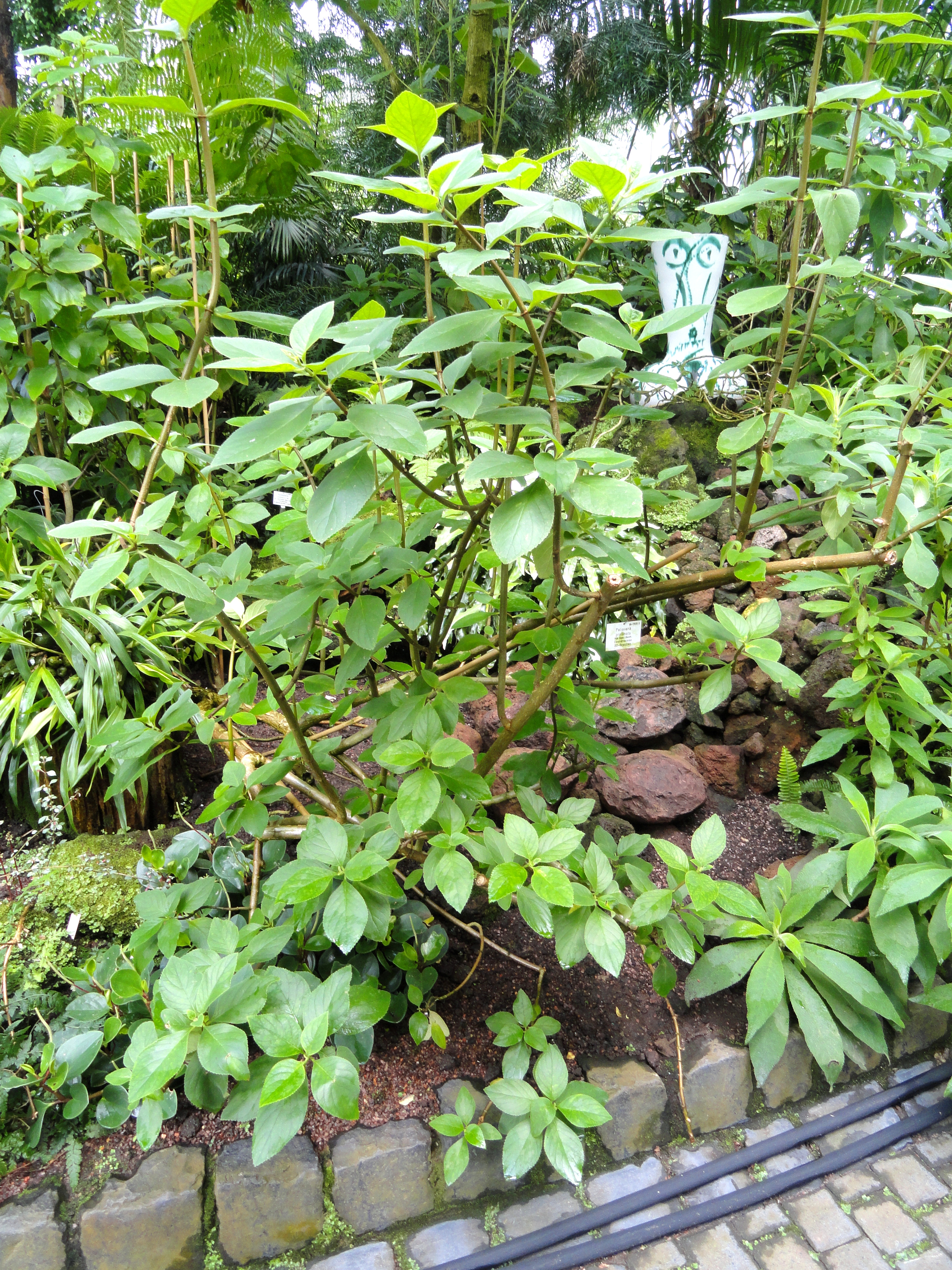